# Videovisa

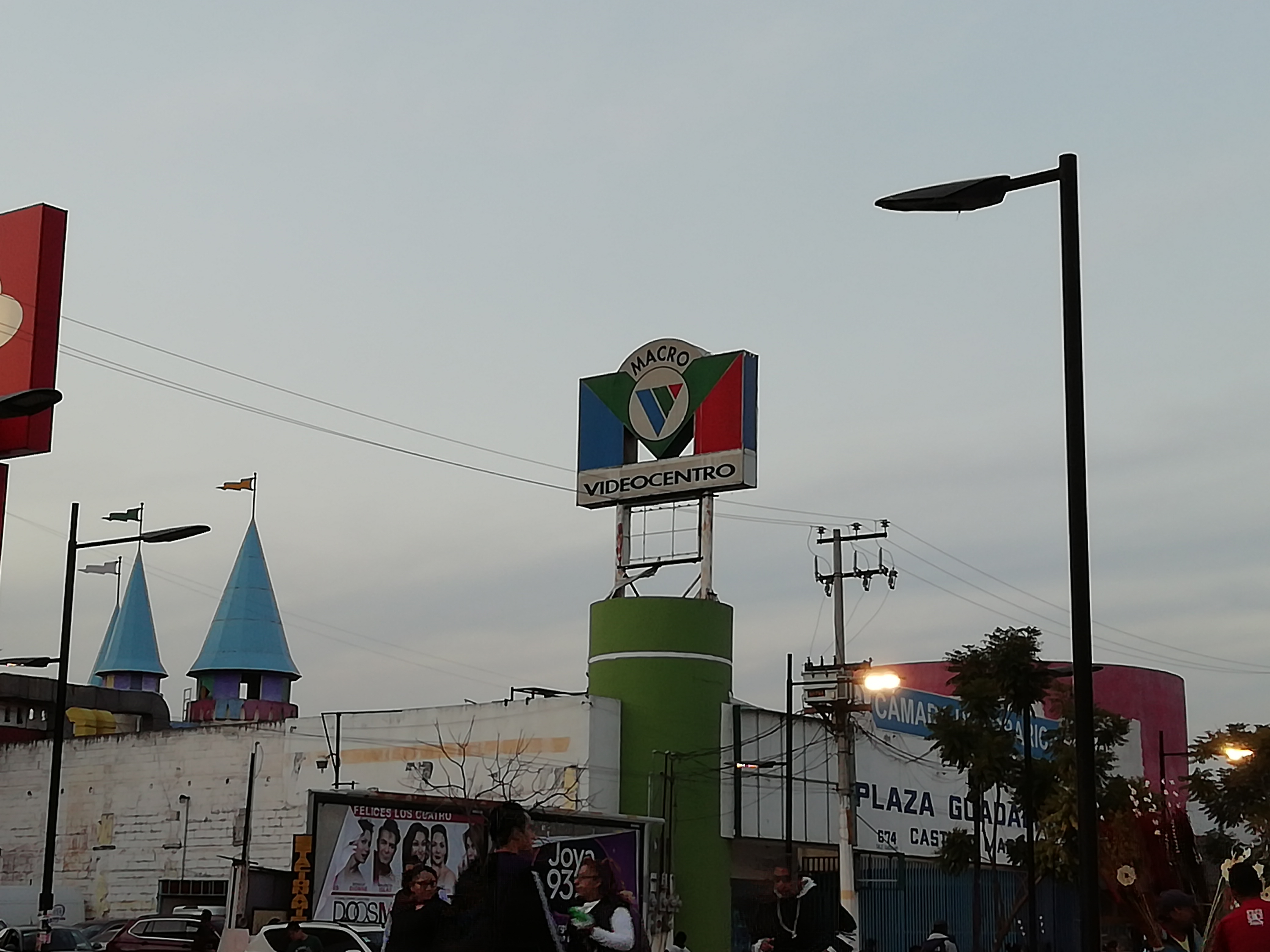
Anuncio de la tienda Macro Videocentro, tiendas de alquiler de videos popular en México en los años 80 y 90. La foto fue tomada en Calzada de Guadalupe, Gustavo A. Madero, Ciudad de México.

VideoVisa (también conocido como Videocentros de México) fue una distribuidora de los videocassetes en español y beta de estudios famosos de Hollywood, entre Disney y Warner Bros..

## Historia
VideoVisa se fundó en 1983 como Videocentros de México y era una subsidiaria de Televisa, el objetivo fue distribuir películas y telenovelas de esta compañía. Videocentros de México, ahora re-bautizada como VideoVisa, comenzó a distribuir películas y series estadounidenses y beta de estudios hollywoodenses, así como las más destacadas, Paramount Pictures, Universal Pictures, The Walt Disney Company y Warner Bros., entre otras. También comenzó a agregar advertencias de la FBI. En 1987, estableció oficinas y algunos centros de videocassetes.

### Bancarrota y adquisición

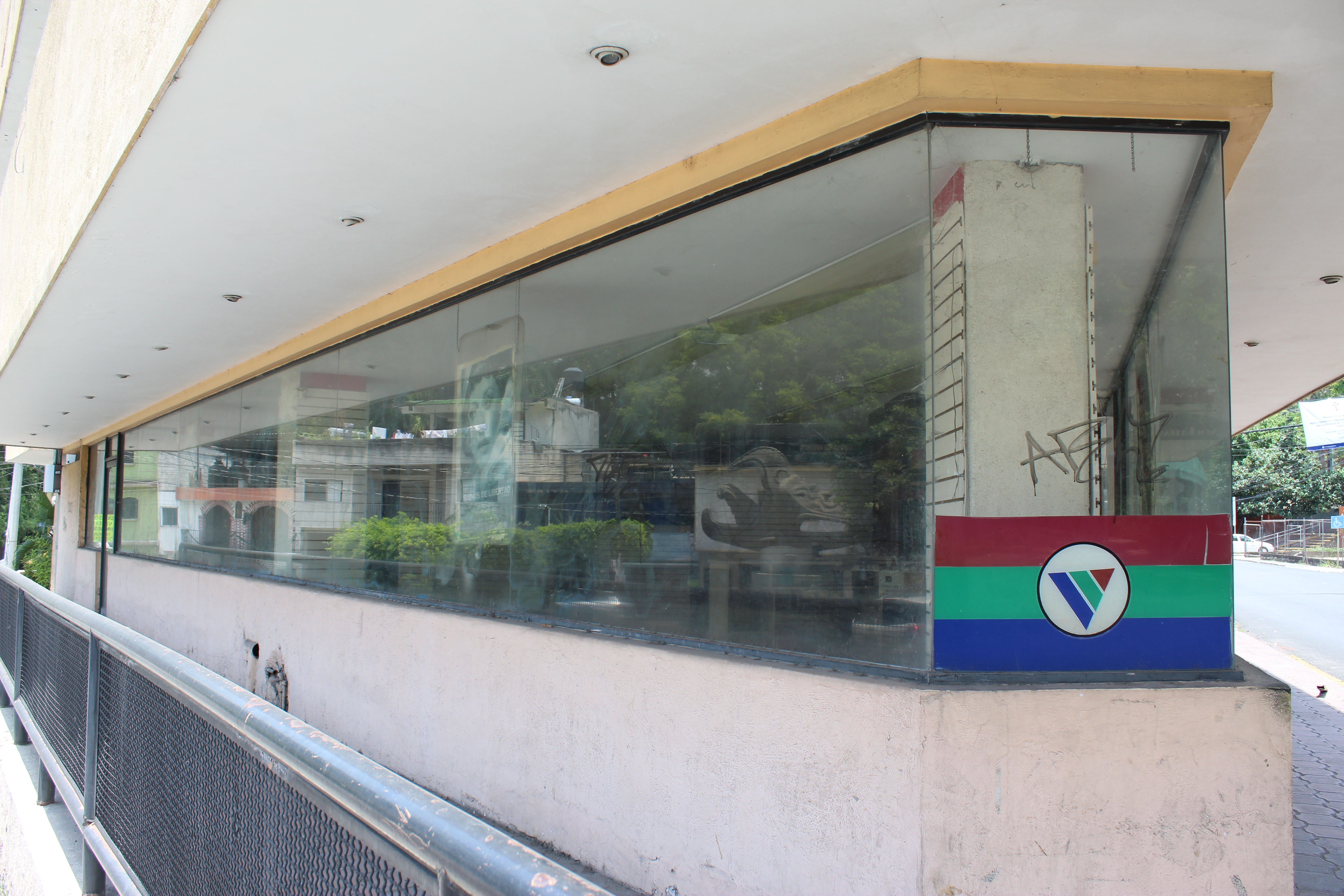
Videocentro cerrado en Cuernavaca, Morelos.

En 1993, la situación empeoró: VideoVisa recibió una demanda conflictiva de Blockbuster, ya que los videocentros eran una "parodia" de Blockbuster. A finales de 1999, Televisa se vio obligada a cerrar VideoVisa permanentemente y los videocentros fueron puestos a la venta, siendo adquiridos por Blockbuster con una cantidad de 125 millones de pesos (equivalente a 10 millones de dólares).

### VideoVisa Hoy en Día

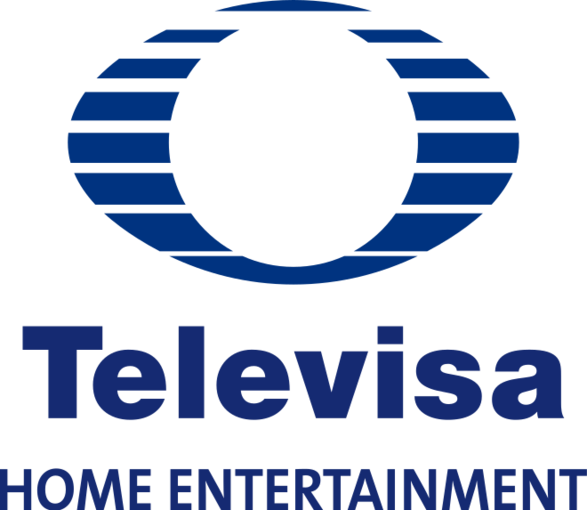

Grupo Televisa actualmente convirtió la subsidiaria en Televisa Home Entertainment que distribuyó VHS de sus producciones hasta el 2007. Actualmente se dedica a distribuir en asociación con Videomax y Quality Films, DVD y Blu-Ray's de sus producciones y videojuegos en asociación con Slang Studio y Zima Entertainment.

## Logotipo
Su logotipo consto de una versión similar al de Televisa, creado por Pedro Ramírez Vázquez para representar a la empresa, consiste en 10 líneas horizontales formando un trapecio, para representar la "V" de Video, y un círculo en el centro.